# 新烏克蘭卡 (波洛希區)
47°27′12″N 36°40′44″E / 47.45333°N 36.67889°E
新烏克蘭卡（烏克蘭語：Новоукраїнка）是位於烏克蘭東南部的村莊，由扎波羅熱州波洛希區的卡姆揚卡市鎮負責管轄。該村處於海丘爾河畔，始建於1947年，面積3.05平方公里，海拔高度151米，2001年人口1,170。